# 必比登

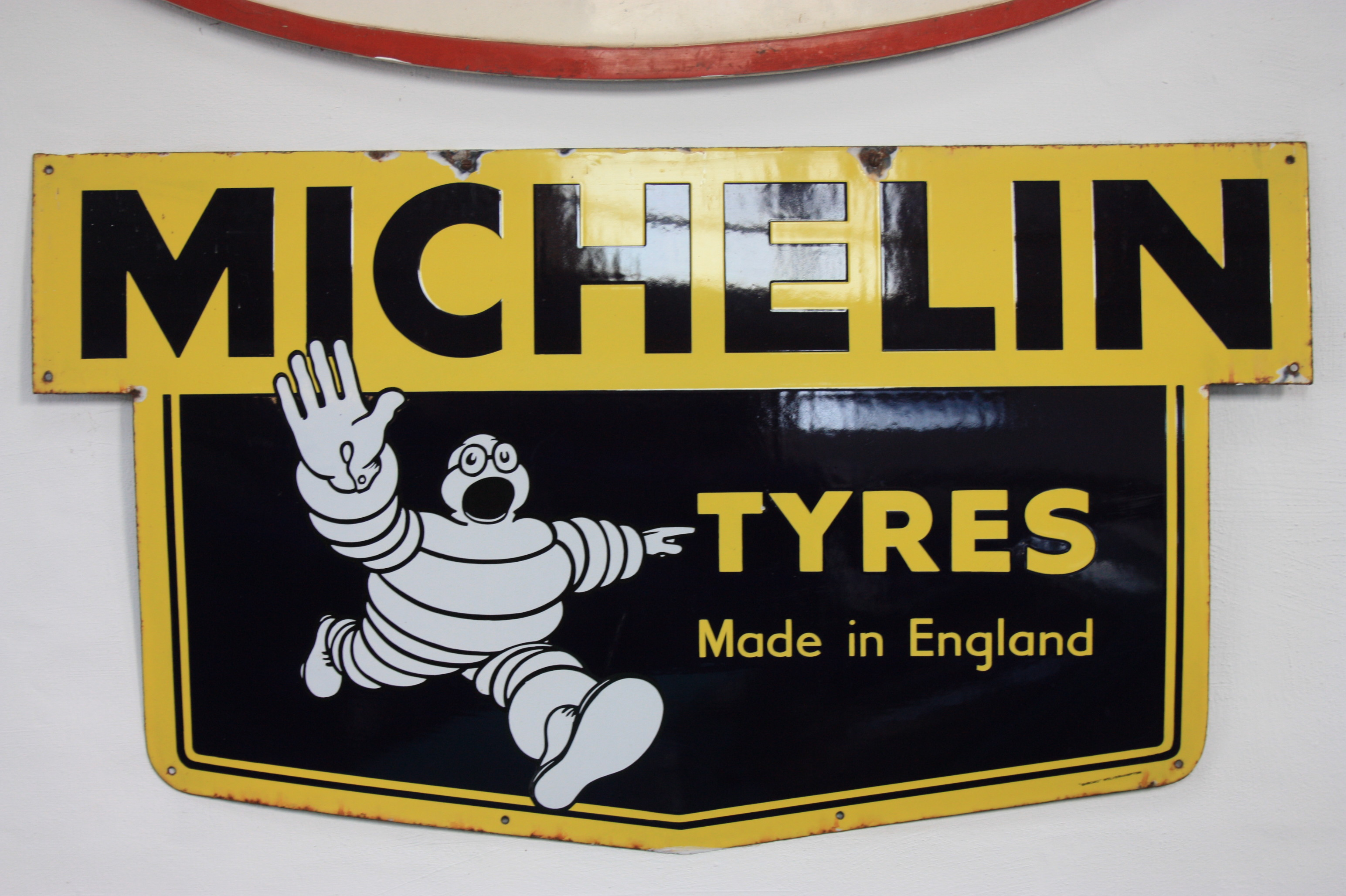

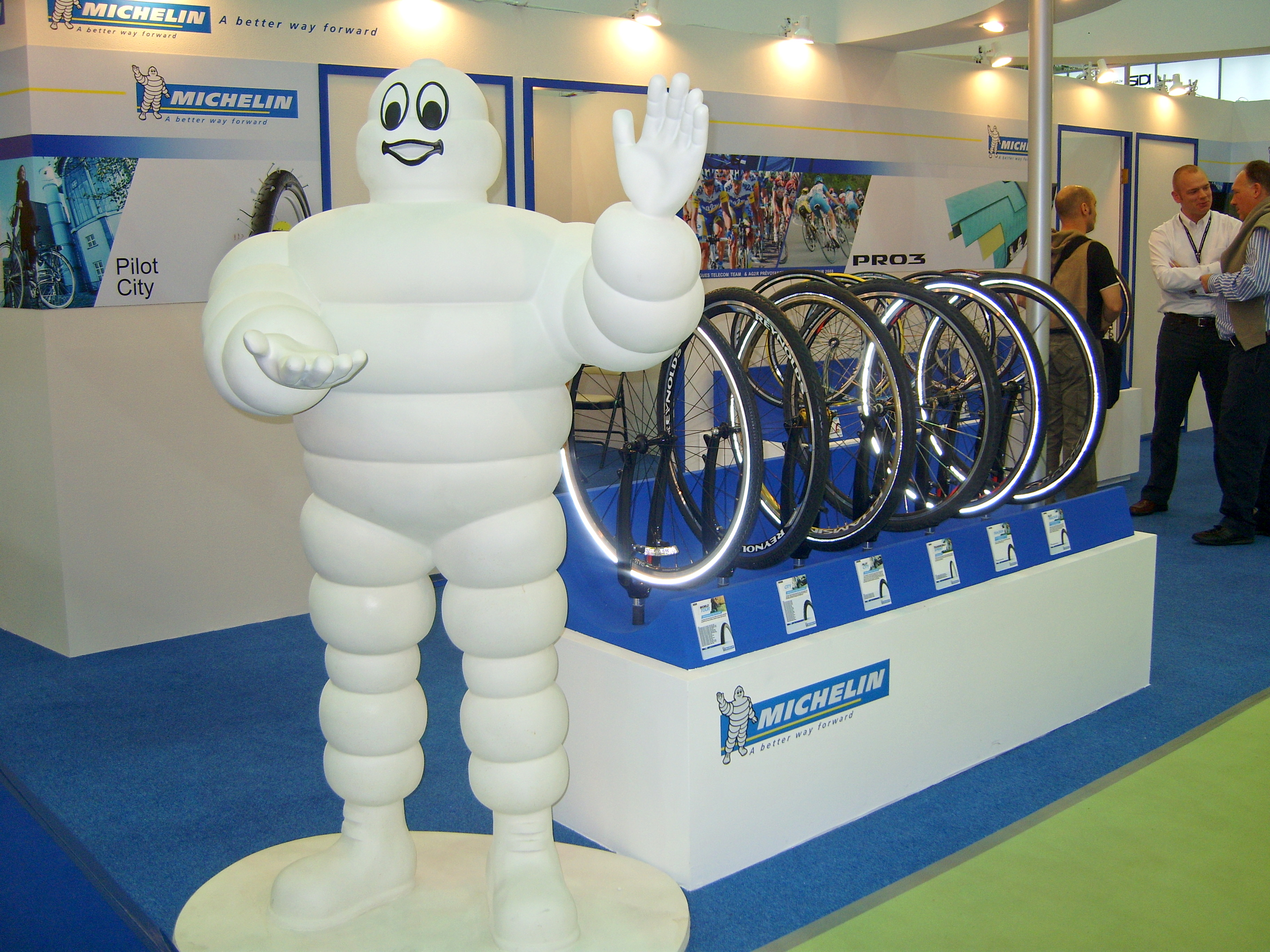
米其林在台北國際自行車展所擺放的必比登

必比登（法語：Bibendum）是米其林公司的吉祥物。

## 历史
此公司的創始人是阿里斯蒂德·巴比尔和爱德华·道布里两个堂兄弟，在1832年於法國克莱蒙费朗成立的农用机械和橡胶工厂。最初主要制造橡胶制造垫圈、阀门和水管。必比登则在1894年的里昂举办“万国博览会”上被构思。

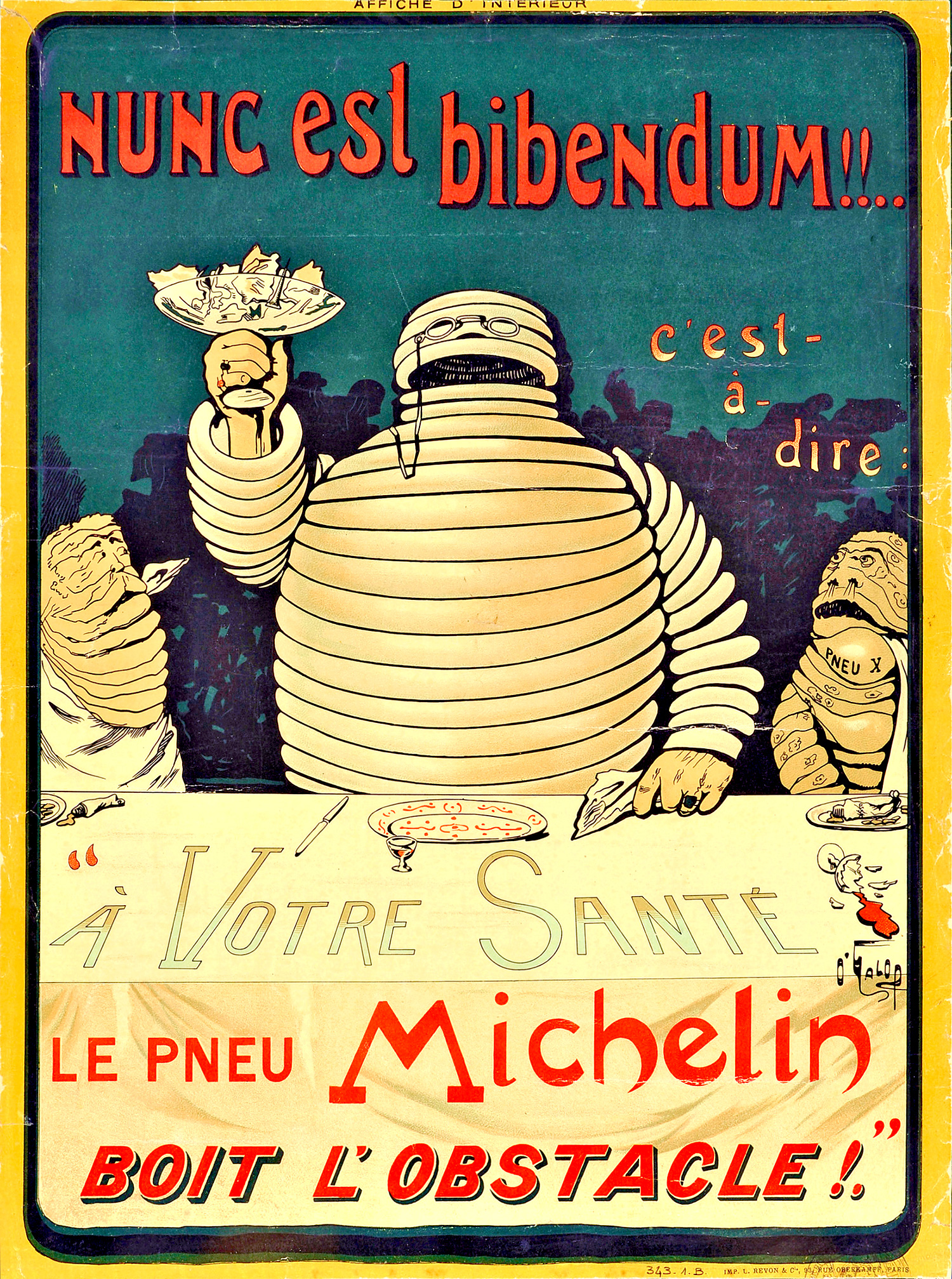

## 米其林指南必比登推介
主條目：米其林指南
自1997年開始，《米其林指南》必比登推介（Bib Gourmand）旨在蒐羅提供「物有所值」—以合理價格（在各國家城市依生活成本標準不同）提供三道菜美食的餐廳及街頭小吃店家，就以一個特殊的名詞「必比登推介」特別標明。